# باي نوو ري
باي نوو ري (بالكورية: 배누리)‏ هي ممثلة كورية جنوبية. ولدت يوم 4 فبراير 1993 في انيانغ في كوريا الجنوبية.

## روابط خارجية
- باي نوو ري على موقع IMDb (الإنجليزية)
- باي نوو ري على موقع كينوبويسك (الروسية)